# Sequestro convenzionale
Il sequestro convenzionale, nel diritto italiano, identifica il contratto mediante il quale due o più persone affidano a un terzo soggetto una cosa o una pluralità di cose, oggetto di controversia tra le parti, affinché siano custodite e restituite a quella parte che ne avrà diritto al termine della controversia (art. 1798 c.c.).

## Esecuzione del contratto
Il legislatore prevede che, qualora le parti non abbiano disciplinato gli obblighi, i poteri e i diritti degli stessi, questi siano regolate ai sensi dell'art. 1800 c.c.

### L'art. 1800 c.c.
Si seguono le regole dettate per il contratto di deposito. In caso di pericolo dei beni affidati, il sequestratario può venderle. Quanto prima dovrà informare di tale atto gli interessati. Può verificarsi il caso in cui, per la natura dei beni affidatagli, tale cose siano da amministrare. In questo caso, si dovranno applicare le norme che regolano il mandato.

## Liberazione del sequestratario
Il sequestratario non può essere liberato da tale contratto prima che sia terminata la controversia, a meno che non vi sia un nuovo accordo delle parti o per giusti motivi (art. 1801 c.c.).

## Compenso e rimborso delle spese del sequestratario
Il sequestratario ha diritto ad una retribuzione per quanto svolto, a meno che le parti non abbiano stabilito diversamente. Ha sempre diritto al rimborso delle spese sostenute per l'esecuzione del contratto e per l'amministrazione della cosa (art. 1802 c.c.).

## Riferimenti normativi
- Codice Civile